# Gérard Akoka
Gérard Akoka (* 2. November 1949 in Paris) ist ein französischer Dirigent. Gérard Akoka ist der Vetter des Pianisten Pierre Akoka.

## Leben und Werk
Pierre Akoka entstammt einer großen Familie jüdischer Musiker aus dem ehemalig französischen Algerien, die 1926 über Marseille, Paris und Ponthierry nach Frankreich einwanderten. Sein Großvater Abraham, der selbst Trompeter war, wanderte 1926 mit Familie von Algerien nach Frankreich aus, um seinen Kindern ein Musikstudium zu ermöglichen. Zur Familie gehörte auch Abrahams Sohn Henri Akoka. Dieser war im Januar 1941 als Klarinettist an der Uraufführung von Olivier Messiaens kammermusikalischem Werk Quatuor pour la fin du temps im nationalsozialistischen Kriegsgefangenenlager Stammlager VIII A bei Görlitz beteiligt.
Gérard Akoka selbst studierte am Pariser Konservatorium und erhielt zum Abschluss dieser Studien einen ersten Preis für Orchesterleitung. 1975 und 1976 betrieb er Aufbaustudien im Fach Dirigieren bei Jean Martinon und an der Accademia Nazionale di Santa Cecilia in Rom. 1975 erhielt er ein französisches Staatsstipendium.
Gérard Akoka wirkte dann unter Leitung von Igor Markevitch (Monte Carlo), Sergiu Celibidache (Bologna) und Franco Ferrara (Siena). Er wurde mit zahlreichen Preisen (Respighi, Markevitch, Malko, BBC und der Rupert Foundation) ausgezeichnet.
Er wirkte dann als Assistent von Leonard Bernstein und später von Daniel Barenboim. 1977 ruft Pierre Boulez ihn als zweiten Dirigenten des Orchestre de Paris für die Aufführungsserien von George Crumbs Star Child in Europa. 1983 und 1984 leitete er das Orchestre Philharmonique de Lorraine.